# سامية شعيب
سامية شعيب (بالإنجليزية: Samia Shoaib)‏ هي ممثلة بريطانية وباكستانية، ولدت في 1953 في باكستان.

## أعمال

### أفلام
- (1999) الحاسة السادسة[2]
- (2000) مرثية حلم[3]

## وصلات خارجية
- سامية شعيب على موقع IMDb (الإنجليزية)
- سامية شعيب على موقع ألو سيني (الفرنسية)
- سامية شعيب على موقع أول موفي (الإنجليزية)
- سامية شعيب على موقع قاعدة بيانات الأفلام السويدية (السويدية)
- سامية شعيب على موقع قاعدة بيانات الفيلم (الإنجليزية)
- سامية شعيب على موقع كينوبويسك (الروسية)